# Si les porcs avaient des ailes
Pour plus de détails, voir Fiche technique et Distribution.
Si les porcs avaient des ailes (Porci con le ali) est un film italien réalisé par Paolo Pietrangeli, sorti en 1977.

## Synopsis
Rocco et Antonia, deux lycéens tombent amoureux.

## Fiche technique
- Titre : Si les porcs avaient des ailes
- Titre original : Porci con le ali
- Réalisation : Paolo Pietrangeli
- Scénario : Paolo Pietrangeli et Giovanna Marini d'après le roman du même nom de Rocco et Antonia
- Musique : Giovanna Marini
- Photographie : Dario Di Palma
- Montage : Ruggero Mastroianni
- Production : Mario Orfini
- Société de production : Eidoscope Productions et Uschi
- Pays :  Italie
- Genre : Drame et romance
- Durée : 105 minutes
- Dates de sortie : 
  -  Italie : 29 mai 1977
  -  France : 26 octobre 1977

## Distribution
- Cristiana Mancinelli : Antonia
- Franco Bianchi : Rocco
- Lou Castel : Marcello
- Anna Nogara
- Susanna Javicoli : Carla
- Benedetta Fantoli
- Paolo Lavorini : le frère de Rocco
- Giovanni Totino : Roberto
- Oscar Gressani : Carlo
- Amina Magi : Anna
- Giulia Ripandelli : Cinzia
- Silvia Starita : Laura
- Enza Tolla : Valeria
- Paolo Zambiasi : Paolo
- Serena Zurlo : Simona

## Distinctions
Le film a été présenté en sélection officielle en compétition lors de Berlinale 1977.